# Molophilus (Molophilus) tjederi
Molophilus (Molophilus) tjederi is een tweevleugelige uit de familie steltmuggen (Limoniidae). De soort komt voor in het Palearctisch gebied.